# 加連威老廣場

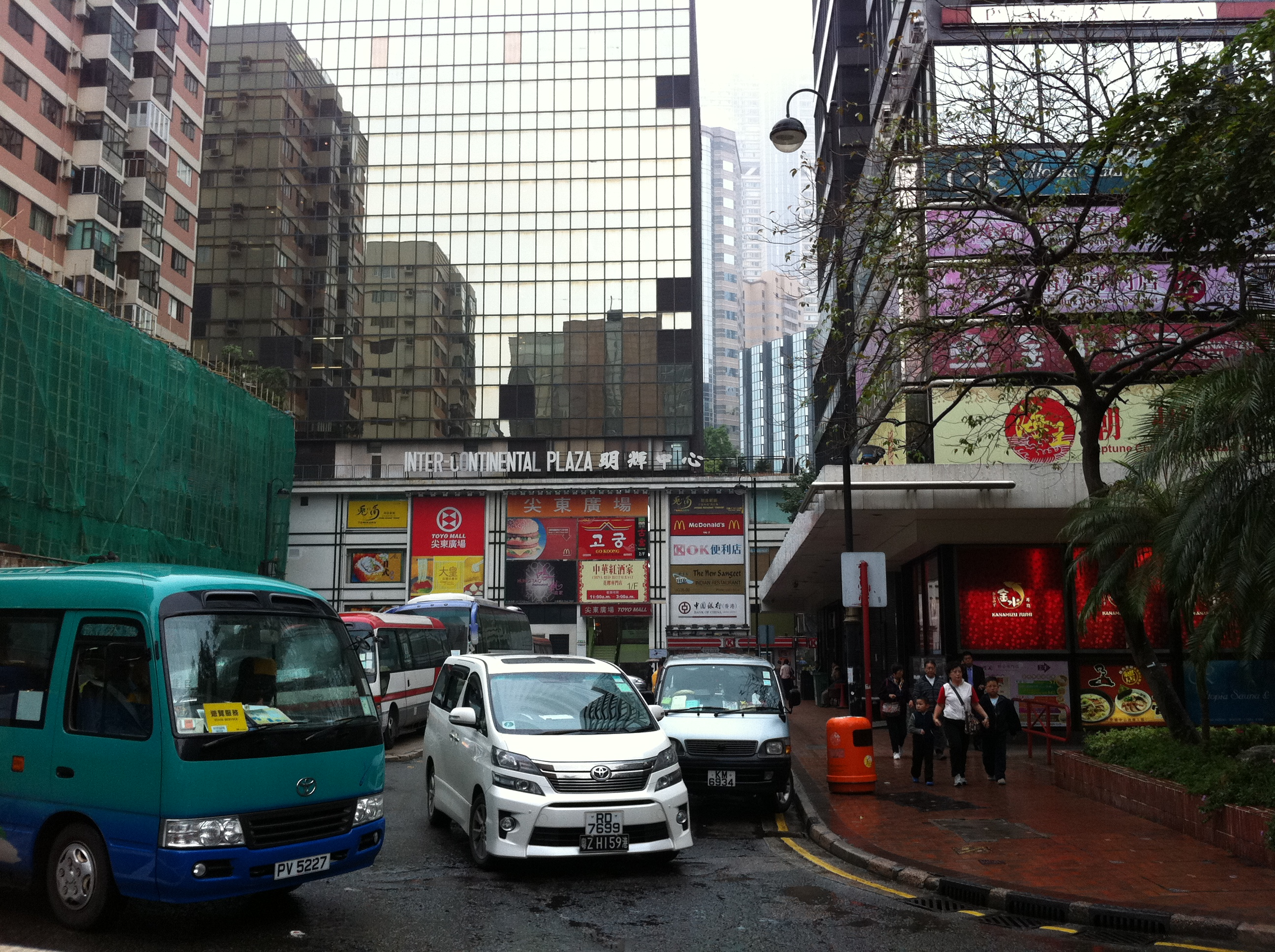
加連威老廣場是一個露天停車場，由四幢建築物包圍

加連威老廣場（英語：Granville Square），為香港廣場之一，位於九龍半島尖沙咀東部。
此廣場允許車輛進出。部分區域劃為中港直通車，或鄰近酒店旅遊巴暫停；廣場出入須倚賴加連威老道，週邊則以購物中心、公園及博物館為主。由於大樹成蔭，亦有不少年長者在此佇足歇息。

## 附近設施

### 購物中心
- 幸福中心
- 明輝中心
- 希爾頓大廈

### 公園
- 市政局百週年紀念花園

### 博物館
- 香港科學館
- 香港歷史博物館

## 主要道路交匯
- 加連威老道
- 漆咸道南